# Nauticus
Der Nauticus war ein jährlich im Mittler-Verlag erscheinendes nautisches Jahrbuch.

## Einzelheiten
Die Publikation erschien seit 1899 als Nauticus – Jahrbuch für Deutschlands Seeinteressen und  beschäftigte sich als militärisch und technisch orientierte Publikation mit allen Bereichen des Seekriegsführung, der Seewirtschaft, des Schiffbaus, der Schiffstechnik sowie den wirtschaftlichen Hintergründen der vorgenannten Themen. Das Jahrbuch kam auf Veranlassung des Admirals Alfred von Tirpitz als Fortführung der Schrift Altes und neues zur Flottenfrage heraus, um damit ein wirksames Instrument zur Durchsetzung der maßlos übertriebenen Flottenpolitik von Kaiser Wilhelm II. zu haben. Die Redaktion lag beim „Nachrichtenbureau“ des Reichsmarineamts, von dem auch das marinerelevante Informationsmaterial maßgeblich gesammelt und ausgewertet wurde. Erster Herausgeber war der Pressesprecher der Nachrichtenabteilung im Reichsmarineamt, Ernst von Halle. Dieser nutzte das Jahrbuch als wirkungsvolles Kampfmittel zur Durchsetzung der Flottenvorlagen Tirpitz’.
Ab 1917 erhielt die Publikation den Titel Nauticus und ab 1938 erschien das Werk unter der Ägide des Oberkommandos der Marine.
Nach einer Unterbrechung ab 1944 durch den Zweiten Weltkrieg wurde das Jahrbuch ab 1952 als zivile Fortsetzung unter dem Titel Nauticus – Jahrbuch für Seefahrt und Weltwirtschaft erneut bis 1991 aufgelegt.